# Luciano, Maximiano y Juliano
Luciano, Maximiano y Juliano fueron tres misioneros enviados desde Roma a mediados del siglo III para evangelizar la región de Beauvais en la Galia.
Sufrieron martirio durante la persecución de Diocleciano (c. 290).
Son venerados como santos por la Iglesia Católica: Luciano de Beauvais, como jefe de la expedición, es considerado el fundador y primer obispo de la diócesis de Beauvais, de la cual es patrón.
El martirologio romano fija la fecha del 8 de enero para su memoria.
- Datos: Q79503390